# Podiumstempel

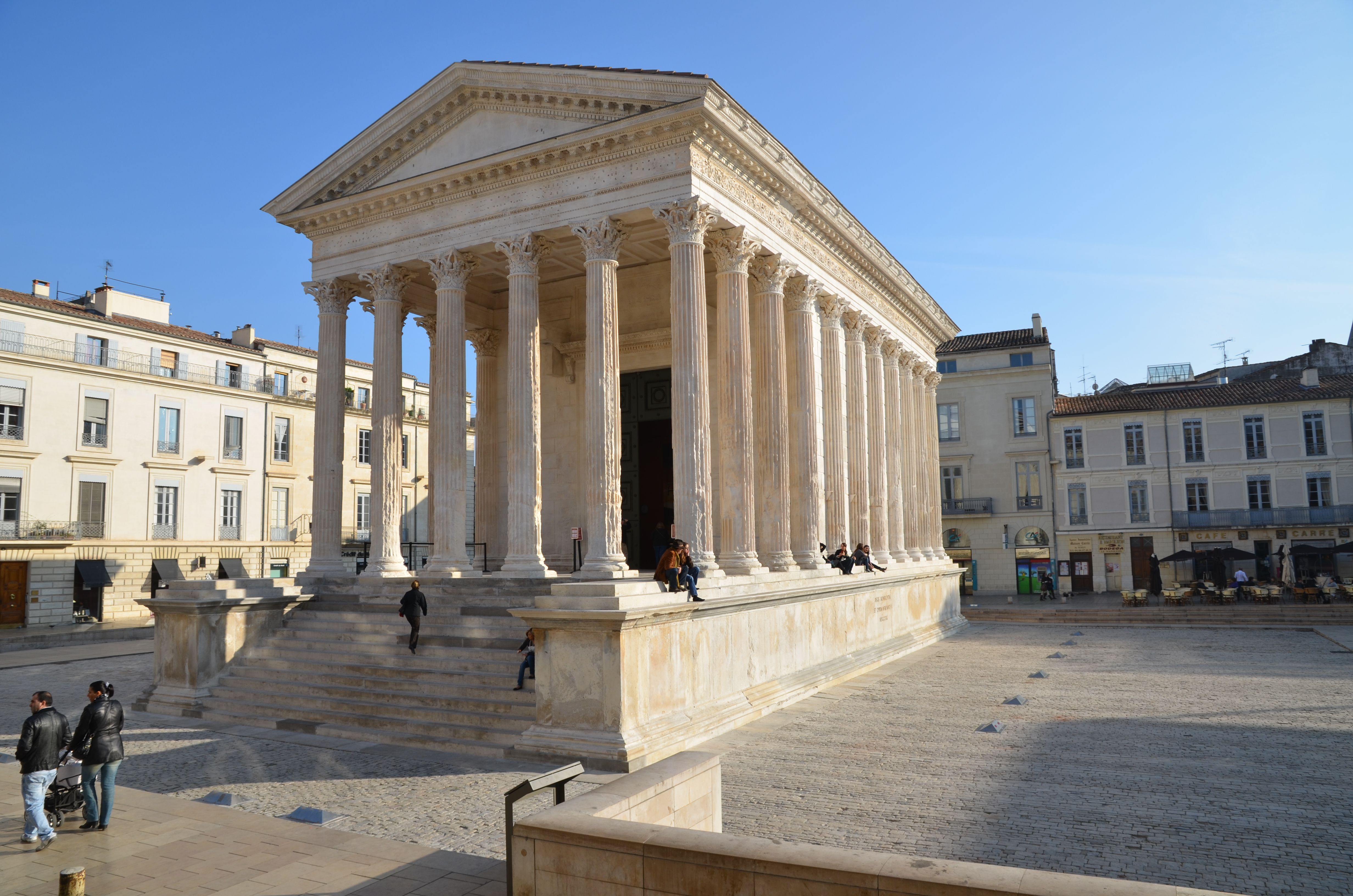
Maison Carrée, Nîmes

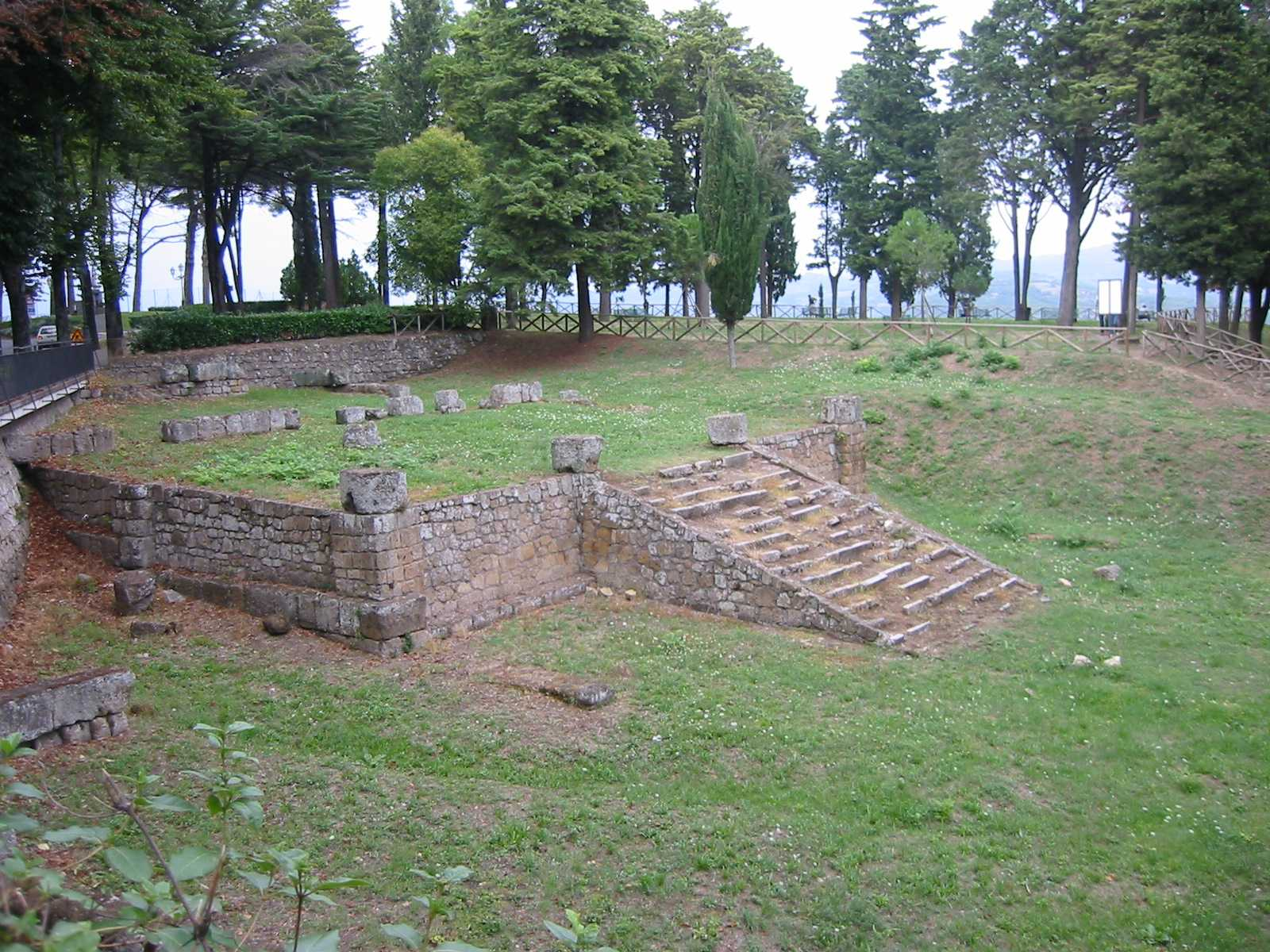
Etruskischer Tempel in Orvieto

Als Podiumstempel bezeichnet man eine bestimmte Form des antiken Tempelbaus, bei der der Baukörper sich auf einem ausgeprägten Podium als Unterbau erhob. 
In der Antike waren freistehende Tempelbauten immer durch einen Unterbau vom umgebenden Geländeniveau erhoben. Während im griechischen Tempelbau hierfür üblicherweise die einen Tempel allseits umgebende mehrstufige Krepis gewählt wurde, standen etruskische und italische Tempel fast ausnahmslos auf einem Podium. Folge war eine starke und griechischen Tempeln in der Form fremde frontale Ausrichtung italischer Tempel, die nur über dezidierte Treppenanlagen an der Front oder zu Seiten der Front erreicht werden konnten. Demgegenüber war der Baukörper griechischer Tempel in der Regel von allen Seiten zugänglich. Der Bautyp, also die Frage, ob es sich etwa um einen Peripteros, einen Prostylos, einen Rundtempel oder eine andere Grundrissform handelte, war dem untergeordnet: viele Grundrisstypen lassen sich als Podiumstempel nachweisen. Trotzdem sind in Rom mit dem Tempel der Venus und der Roma und dem Rundtempel am Tiber auch Tempel mit mehrstufigem „griechischem“ Unterbau anzutreffen.
Podiumstempel als Ausdruck insbesondere der etruskisch-italischen Architektur sind im ganzen italischen Kulturgebiet, etwa in Latium mit Rom, in den samnitischen und sabinischen Siedlungsgebieten zu finden. Durch die Aufnahme in den Kanon römischer Architektur fand mit der Expansion des Römischen Reiches eine Ausbreitung dieser Bauform in alle westlichen und nordwestlichen Provinzen Roms statt, so dass Podiumstempel etwa im spanischen Mérida (Emerita Augusta), mit der Maison Carrée und dem Tempel des Augustus und der Livia in Vienne in Frankreich, häufig auch in Deutschland – etwa mit dem Tempel am Herrenbrünnchen in Trier – zu finden sind.

## Anlage und Gestaltung

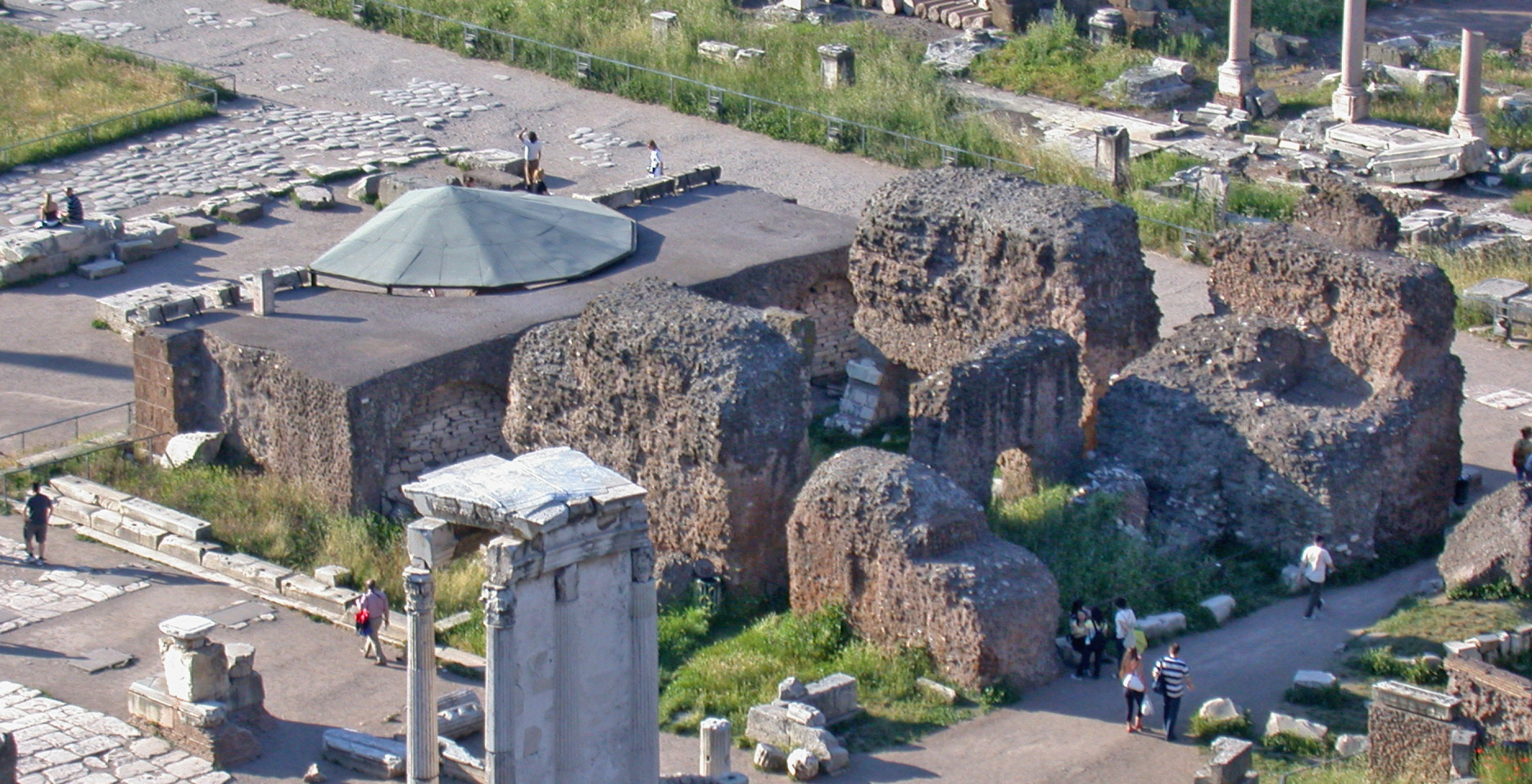
Podium des Divus-Iulius-Tempels auf dem Forum Romanum

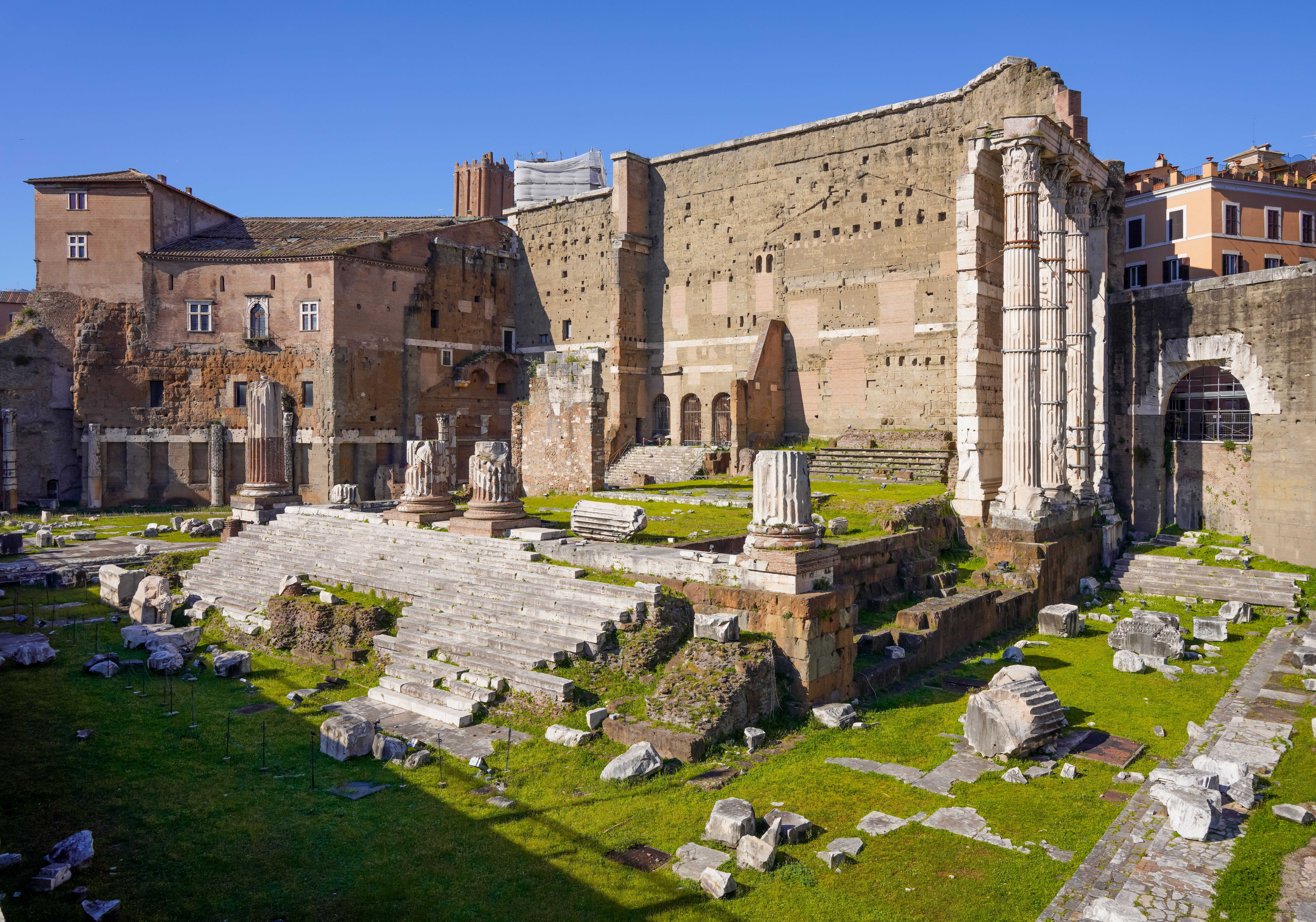
Podium des Mars-Ultor-Tempels mit integriertem Altar in der Freitreppe

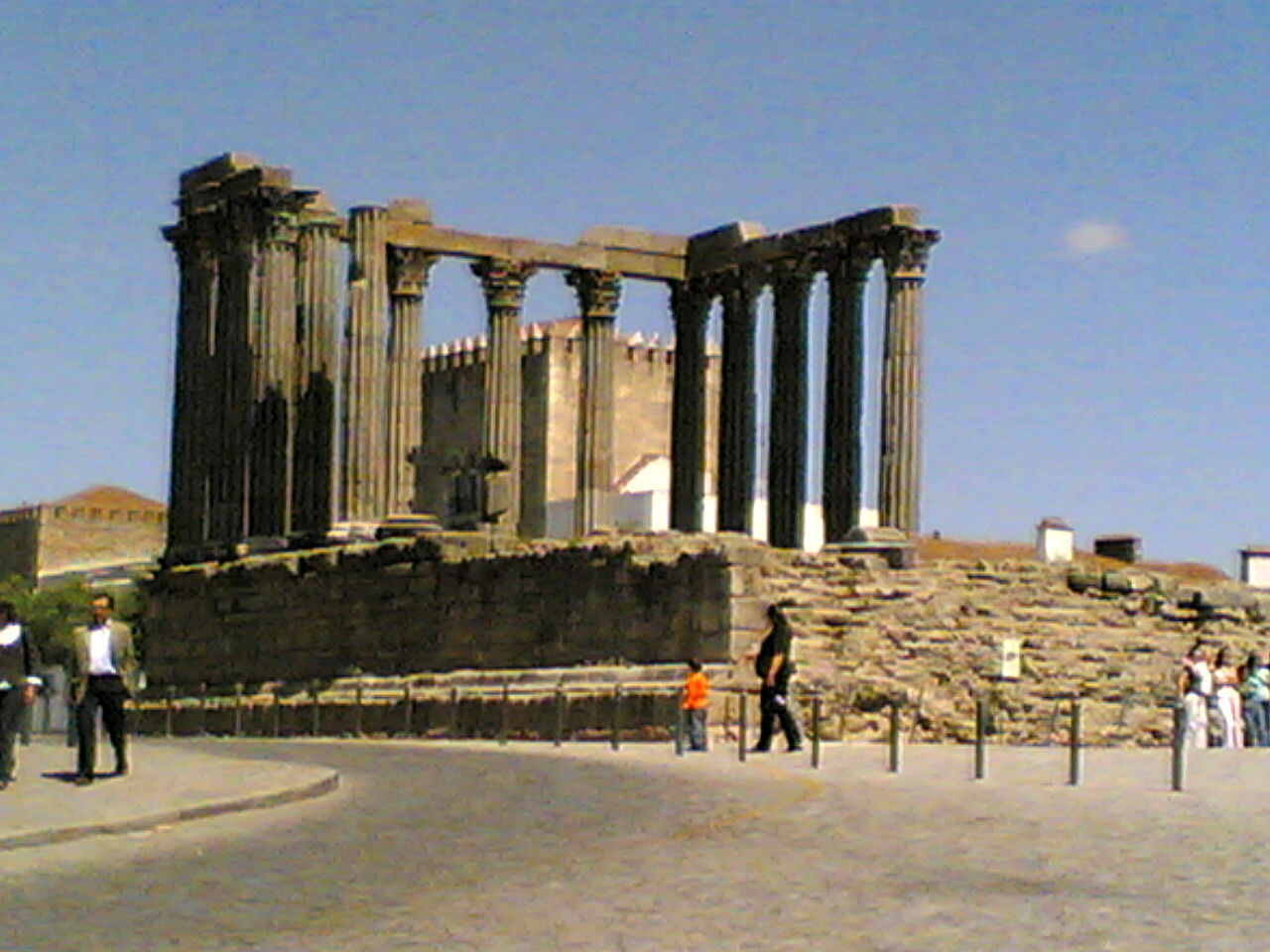
Sogenannter Dianatempel im portugiesischen Évora

Größe und Höhe der Podien variierten stark. Waren manche Podien kaum mannshoch wie beim sogenannten Tempel des Portunus in Rom, erreichte das Podium des Castortempels auf dem Forum Romanum eine Höhe von knapp sechs Metern, der Luna-Tempel in Luna gar von 7,50 Metern. Das Podium des Mars-Ultor-Tempels in Rom war etwa 3,50 Meter hoch. Waren die Podien ursprünglich mit Schutt und Erde verfüllt, so wurden sie ab spätrepublikanischer Zeit oft aus opus caementitium gebaut und nur die tragenden Fundamente der Wände und Säulenstellungen waren aus Steinen in opus quadratum errichtet. Nutzte man opus caementitium für das Erreichen der bisweilen beträchtlichen Podiumshöhen, goss man es in der Regel als Tonnengewölbe, so dass unter den Fußbodenbereichen der Cella, der Säulenvorhalle und der Fläche vor dem Tempel nicht massiv verfüllt werden musste. Zugleich erlaubte es diese Technik, das Podium auch anderweitig zu nutzen. So sind im Podium des Castortempels in Rom Kammern eingelassen, die vermutlich als kleine Ladenlokale und Geschäfte genutzt wurden. Kammern im Podium besaßen auch der mittlere und der nördliche Tempel auf dem Forum Holitorium in Rom.
In der Regel sind die Podien freistehend, besitzen ein Basisprofil und werden von einem Kranzgesims bekrönt. Die Podiumswandung ist zumeist glatt gebildet. Je nach baulichem Zusammenhang konnten Bauwerke die Podiumslangseiten begleiten. So schloss südlich des Tempels für Caesar auf dem Forum Romanum direkt der Partherbogen für Augustus an, die Nordseite wurde vermutlich von einer kleinen Portikus eingenommen. Das Verhältnis zwischen Podiumsfläche und Größe des Tempels konnte sehr unterschiedlich ausfallen. Die Podien vor der Tempelfront waren bisweilen deutlich verlängert, so dass sie auch den Altar aufnehmen konnten. Dem Podium vorgelagerte Plattformen konnten als Rostra genutzt werden, wie das beim Caesartempel und beim Castortempel auf dem Forum Romanum der Fall war. Anderseits konnte die Notwendigkeit, das Podium über eine vorgelagerte Freitreppe zugänglich zu machen, dazu führen, dass die Frontsäulen des Tempels in die Treppenanlage einschnitten, wenn der Platz vor dem Podium keine andere Lösung zuließ. Die Säulen standen dann, wie etwa beim Minervatempel von Assisi, auf Postamenten im oberen Bereich der Stufen. Andere Lösungen integrierten den Altar in die vorgelagerte Freitreppe, wie dies beim Mars-Ultor-Tempel der Fall war.

## Podiumstempel im griechischen Osten
War der Podiumstempel in erster Linie eine Erscheinung der etruskisch-italischen, später der westlichen römischen Architektur allgemein, so gab es doch einige wenige Podiumstempel auch im griechischen Kulturgebiet, ohne dass sie auf römischen Einfluss zurückzuführen sind. Sie sind hier im Zusammenhang mit der einsetzenden ästhetischen Wertschätzung von Sockelzonen in der hellenistischen Architektur des griechischen Ostens zu sehen. Zu nennen sind beispielsweise der Tempel in Mylasa, der Podiumstempel auf der mittleren Gymnasiumsterrasse in Pergamon, der Markttempel auf der oberen Agora in Pergamon, der zentrale Tempel im Heiligtum der ägyptischen Götter in Priene, der dorische Tempel in Sagalassos, und der Tempel in Mamurt Kale.